# Нариси з історії природознавства і техніки
«Нариси з історії природознавства і техніки» — періодичний збірник наукових праць, що видає Центр досліджень науково-технічного потенціалу та історії науки (ЦДПІН) ім. Г. М. Доброва НАН України та Українське товариство істориків науки (УТІН).
До 1986 року збірник видавався Сектором історії природознавства та техніки Інституту історії АН УРСР.
Йому передували періодичні збірники «Нариси з історії техніки на Україні» та «Нариси з історії техніки і природознавства».
До здобуття Україною незалежності збірник мав назву «Очерки истории естествознания и техники».
Головний редактор — голова УТІН, завідувач відділу історії науки та техніки ЦДПІН ім. Г. М. Доброва НАН України, доктор фізико-математичних наук, професор Ю. О. Храмов.
Учений секретар — кандидат історичних наук О. Г. Луговський.